# 아야카 (가수)
아야카(絢香, 1987년 12월 18일 ~ )는 일본의 여성 가수이다. 본명은 이다 아야카(飯田 絢香, いいだ あやか)로, 일본 오사카부의 모리구치 시에서 태어났다. 남편은 배우인 미즈시마 히로이다.
2010년부터 바제도병 치료를 위해 활동을 중단했다가, 2011년 12월에 활동을 재개했다.

## 개요
아야카는 고등학교 때 다니던 후쿠오카시의 음악 학원에 다니면서 작곡 활동을 시작했다. 이후 이 학원에서 제작한 데모 테이프를 들은 워너 뮤직과 계약을 맺고, 2005년 8월에 가수 활동을 시작하기 위해 홀로 상경한다. 이듬해인 2006년 2월 1일, 그녀는 〈I believe〉로 데뷔한다. 이 곡은 최지우, 다케노우치 유타카 주연의 일본 드라마 《윤무곡-론도》의 주제가로 쓰였다. 드라마의 인기에 힘입어 데뷔 싱글도 20만장이 넘게 팔리는 화려한 데뷔를 했다.
여세를 몰아 2, 3번째 싱글을 같은 해 5월과 7월에 발매했지만 판매량은 썩 좋지 않았다. 하지만 일본의 휴대전화 회사가 제공하는 온라인 음악 서비스 CF의 CM송으로 쓰인 4번째 싱글 〈三日月〉 (초승달)이 오리콘 주간 차트 1위를 차지하고, 그해 연말까지 꾸준히 팔며 히트곡이 되었다. 〈三日月〉 발매 5주 후인 11월 1일에 나온 첫 앨범 《First Message》는 오리콘 주간 차트 순위 1위를 기록하고, 롱 히트해 밀리언 셀러가 되었다.
2009년 2월엔 최고 인기배우 미즈시마 히로와 결혼했다. 9월엔 자신의 첫 베스트 음반 《ayaka's History 2006-2009》를 발매했다.

## 작품 목록

### 싱글
1. 〈I believe〉 (2006년 2월 1일)
2. 〈melody~SOUNDS REAL~〉 (2006년 5월 10일) ※첫 콘서트 투어 기념 5만장 한정 싱글.
3. 〈Real voice〉 (2006년 7월 19일)
4. 〈三日月〉 초승달 (2006년 9월 27일)
5. 〈Jewelry day〉 (2007년 7월 4일)
6. 〈CLAP & LOVE / Why〉 (2007년 9월 5일)
7. 〈手をつなごう / 愛を歌おう〉 손을 잡자 / 사랑을 노래하자 (2008년 3월 5일)
8. 〈おかえり〉 어서 오세요 (2008년 5월 14일)
9. 〈夢を味方に / 恋焦がれて見た夢〉 (2009년 4월 22일)
10. 〈みんな空の下〉 (2009년 7월 8일)

### 디지털 싱글
- 〈For today〉 (2007년 11월 14일)

### 협업 싱글
아야카×고부쿠로
- 〈Winding Road〉 (2007년)
- 〈아나타토〉 (あなたと, 2008년)

### 음반

#### 정규 음반
- 《First Message》 (2006년 11월 1일)
- 《Sing to the Sky》 (2008년 6월 25일)

#### 베스트 음반
- 《ayaka's History 2006-2009》 (2009년 9월 23일)

### DVD
- 《ayaka Live Tour "First Message"》 (2007년)
- 《MTV Unplugged ayaka》 (2010년)

## 수상 경력
2006년
- 제39회 일본 유선대상 최우수신인상 (〈미카즈키〉)
- 제48회 일본 레코드 대상 신인상 (〈미카즈키〉)

2007년
- 제49회 일본 레코드 대상 금상 (〈Jewelry day〉)